# Deutscher Sportclub Arminia Bielefeld 2008-2009
Questa voce raccoglie le informazioni riguardanti il Deutscher Sportclub Arminia Bielefeld nelle competizioni ufficiali della stagione 2008-2009.

## Stagione
Nella stagione 2008-2009 l'Arminia Bielefeld, allenato da Jörg Berger, concluse il campionato di Bundesliga al 18º posto e retrocesse in 2. Bundesliga. In Coppa di Germania l'Arminia Bielefeld fu eliminato al secondo turno dallo Stoccarda.

## Rosa
| N. |                                 | Ruolo | Calciatore      |
| -- | ------------------------------- | ----- | --------------- |
| 38 | Germania (bandiera)             | P     | Alexander Bade  |
| 22 | Germania (bandiera)             | P     | Dennis Eilhoff  |
| 1  | Sudafrica (bandiera)            | P     | Rowen Fernández |
| 21 | Germania (bandiera)             | P     | Niklas Hartmann |
| 28 | Germania (bandiera)             | P     | Daniel Riemer   |
| 6  | Germania (bandiera)             | D     | Markus Bollmann |
| 4  | Germania (bandiera)             | D     | Nico Herzig     |
| 3  | Serbia (bandiera)               | D     | Filip Krstić    |
| 31 | Rep. Ceca (bandiera)            | D     | Radim Kučera    |
| 20 | Paesi Bassi (bandiera)          | D     | Michael Lamey   |
| 16 | Croazia (bandiera)              | D     | Andre Mijatović |
| 17 | Germania (bandiera)             | D     | Maik Rodenberg  |
| 2  | Germania (bandiera)             | D     | Markus Schuler  |
| 24 | Germania (bandiera)             | C     | Daniel Halfar   |
| 15 | Bosnia ed Erzegovina (bandiera) | C     | Zlatko Janjić   |

| N. |                      | Ruolo | Calciatore          |
| -- | -------------------- | ----- | ------------------- |
| 14 | Danimarca (bandiera) | C     | Jonas Kamper        |
| 5  | Germania (bandiera)  | C     | Rüdiger Kauf        |
| 33 | Scozia (bandiera)    | C     | Kevin Kerr          |
| 13 | Germania (bandiera)  | C     | Oliver Kirch        |
| 19 | Germania (bandiera)  | C     | Alexander Laas      |
| 7  | Germania (bandiera)  | C     | Thorben Marx        |
| 30 | Romania (bandiera)   | C     | Vlad Munteanu       |
| 8  | Germania (bandiera)  | C     | Tobias Rau          |
| 32 | Germania (bandiera)  | C     | Robert Tesche       |
| 27 | Grecia (bandiera)    | A     | Leonidas Kampantais |
| 10 | Zambia (bandiera)    | A     | Christopher Katongo |
| 11 | Finlandia (bandiera) | A     | Berat Sadik         |
| 23 | Germania (bandiera)  | A     | Thilo Versick       |
| 18 | Polonia (bandiera)   | A     | Artur Wichniarek    |

## Organigramma societario
Area tecnica
- Allenatore: Jörg Berger
- Allenatore in seconda: Frank Eulberg, Frank Geideck
- Preparatore dei portieri: Thomas Schlieck
- Preparatori atletici:

## Risultati

### Bundesliga

#### Girone di andata
| Arbitro: | Drees |

|                     |           |                    |
| Wichniarek 74’, 81’ | Marcatori | 60’, 80’ Rosenberg |

| Arbitro: | Schmidt |

|              |           |                |
| Pantelić 32’ | Marcatori | 37’ Wichniarek |

| Arbitro: | Fandel |

|                           |           |                                         |
| Katongo 9’ Wichniarek 37’ | Marcatori | 40’, 50’ Reinhardt 64’ Olić 77’ Jarolím |

| Arbitro: | Gagelmann |

|                          |           |  |
| Mięciel 22’ Pfertzel 26’ | Marcatori |  |

| Arbitro: | Kempter |

|                           |           |  |
| Kamper 74’ Wichniarek 76’ | Marcatori |  |

| Arbitro: | Stark |

|            |           |               |
| Köhler 87’ | Marcatori | 7’ Wichniarek |

| Arbitro: | Weiner |

|            |           |                        |
| Herzig 86’ | Marcatori | 15’ Porcello 52’ Freis |

| Arbitro: | Fandel |

|                                           |           |          |
| Misimović 5’, 34’ Madlung 55’ Grafite 64’ | Marcatori | 60’ Laas |

| Gelsenkirchen 25 ottobre 2008, ore 15:30 CEST 9ª giornata | Schalke 04 | 0 – 0 referto | Arminia Bielefeld | Veltins-Arena (60 886 spett.)\| Arbitro: \| Winkmann \| |
| Arbitro:                                                  | Winkmann   |               |                   |                                                         |

| Arbitro: | Rafati |

|                |           |              |
| Wichniarek 62’ | Marcatori | 30’ Rangelov |

| Arbitro: | Schmidt |

|                                          |           |                       |
| Klose 25’ Ribéry 76’ Podolski 85’ (rig.) | Marcatori | 30’ (rig.) Wichniarek |

| Arbitro: | Gagelmann |

|  |           |               |
|  | Marcatori | 6’, 80’ Marin |

| Stoccarda 15 novembre 2008, ore 15:30 CET 13ª giornata | Stoccarda | 0 – 0 referto | Arminia Bielefeld | Mercedes-Benz Arena (52 000 spett.)\| Arbitro: \| Meyer \| |
| Arbitro:                                               | Meyer     |               |                   |                                                            |

| Arbitro: | Seemann |

|                           |           |            |
| Wichniarek 53’ Halfar 69’ | Marcatori | 78’ Helmes |

| Arbitro: | Weiner |

|                                           |           |  |
| Ibišević 4’ Eduardo 10’ Copado 88’ (rig.) | Marcatori |  |

| Bielefeld 6 dicembre 2008, ore 15:30 CET 16ª giornata | Arminia Bielefeld | 0 – 0 referto | Borussia Dortmund | SchücoArena (25 400 spett.)\| Arbitro: \| Perl \| |
| Arbitro:                                              | Perl              |               |                   |                                                   |

| Arbitro: | Fleischer |

|             |           |                |
| Štajner 32’ | Marcatori | 59’ Wichniarek |

#### Girone di ritorno
| Arbitro: | Rafati |

|             |           |                         |
| Almeida 43’ | Marcatori | 24’ Marx 49’ Wichniarek |

| Arbitro: | Weiner |

|                |           |             |
| Wichniarek 40’ | Marcatori | 13’ Voronin |

| Arbitro: | Brych |

|                             |           |  |
| Trochowski 32’ Guerrero 60’ | Marcatori |  |

| Arbitro: | Wagner |

|               |           |               |
| Mijatović 82’ | Marcatori | 30’ Klimowicz |

| Arbitro: | Sippel |

|           |           |             |
| Petit 15’ | Marcatori | 43’ Katongo |

| Bielefeld 8 marzo 2009, ore 17:00 CET 23ª giornata | Arminia Bielefeld | 0 – 0 referto | Eintracht Francoforte | SchücoArena (21 500 spett.)\| Arbitro: \| Aytekin \| |
| Arbitro:                                           | Aytekin           |               |                       |                                                      |

| Arbitro: | Fleischer |

|  |           |            |
|  | Marcatori | 86’ Janjić |

| Arbitro: | Kempter |

|  |           |                                     |
|  | Marcatori | 19’ Gentner 58’ Grafite 87’ Dejagah |

| Arbitro: | Seemann |

|  |           |                        |
|  | Marcatori | 45’ Farfán 90’ Kurányi |

| Arbitro: | Wagner |

|                          |           |              |
| Rangelov 44’ Angelov 60’ | Marcatori | 48’ Munteanu |

| Arbitro: | Meyer |

|  |           |          |
|  | Marcatori | 64’ Toni |

| Arbitro: | Gräfe |

|             |           |            |
| Matmour 12’ | Marcatori | 32’ Tesche |

| Arbitro: | Brych |

|                                 |           |                               |
| Katongo 30’ Munteanu 68’ (rig.) | Marcatori | 4’ Delpierre 35’ Hitzlsperger |

| Arbitro: | Schmidt |

|                         |           |                                 |
| Kießling 21’ Helmes 79’ | Marcatori | 22’ (aut.) Friedrich 39’ Tesche |

| Arbitro: | Rafati |

|  |           |                                     |
|  | Marcatori | 25’ Wellington 82’ (rig.) Salihović |

| Arbitro: | Fleischer |

|                                                         |           |  |
| Kehl 43’, 72’ Hajnal 53’ Valdez 69’ Tinga 84’ Zidan 87’ | Marcatori |  |

| Arbitro: | Kempter |

|                                   |           |                       |
| Eggimann 2’ (aut.) Wichniarek 90’ | Marcatori | 57’ Štajner 84’ Pinto |

### Coppa di Germania
| Arbitro: | Christ |

|                        |           |                          |
| M.Cetinkaya 77’ (rig.) | Marcatori | 45’ Wichniarek 51’ Sadik |

| Arbitro: | Perl |

|                      |           |  |
| Cacau 17’ Marica 65’ | Marcatori |  |

## Statistiche

### Statistiche di squadra
| Competizione      | Punti | In casa | In casa | In casa | In casa | In casa | In casa | In trasferta | In trasferta | In trasferta | In trasferta | In trasferta | In trasferta | Totale | Totale | Totale | Totale | Totale | Totale | DR  |
| Competizione      | Punti | G       | V       | N       | P       | Gf      | Gs      | G            | V            | N            | P            | Gf           | Gs           | G      | V      | N      | P      | Gf     | Gs     | DR  |
| ----------------- | ----- | ------- | ------- | ------- | ------- | ------- | ------- | ------------ | ------------ | ------------ | ------------ | ------------ | ------------ | ------ | ------ | ------ | ------ | ------ | ------ | --- |
| Bundesliga        | 28    | 17      | 2       | 8       | 7       | 16      | 26      | 17           | 2            | 8            | 7            | 13           | 30           | 34     | 4      | 16     | 14     | 29     | 56     | -27 |
| Coppa di Germania | -     | 0       | 0       | 0       | 0       | 0       | 0       | 2            | 1            | 0            | 1            | 2            | 3            | 2      | 1      | 0      | 1      | 2      | 3      | -1  |
| Totale            | -     | 17      | 2       | 8       | 7       | 16      | 26      | 19           | 3            | 8            | 8            | 15           | 33           | 36     | 5      | 16     | 15     | 31     | 59     | -28 |

### Andamento in campionato
| Giornata  | 1 | 2  | 3  | 4  | 5  | 6  | 7  | 8  | 9  | 10 | 11 | 12 | 13 | 14 | 15 | 16 | 17 | 18 | 19 | 20 | 21 | 22 | 23 | 24 | 25 | 26 | 27 | 28 | 29 | 30 | 31 | 32 | 33 | 34 |
| --------- | - | -- | -- | -- | -- | -- | -- | -- | -- | -- | -- | -- | -- | -- | -- | -- | -- | -- | -- | -- | -- | -- | -- | -- | -- | -- | -- | -- | -- | -- | -- | -- | -- | -- |
| Luogo     | C | T  | C  | T  | C  | T  | C  | T  | T  | C  | T  | C  | T  | C  | T  | C  | T  | T  | C  | T  | C  | T  | C  | T  | C  | C  | T  | C  | T  | C  | T  | C  | T  | C  |
| Risultato | N | N  | P  | P  | V  | N  | P  | P  | N  | N  | P  | P  | N  | V  | P  | N  | N  | V  | N  | P  | N  | N  | N  | V  | P  | P  | P  | P  | N  | N  | N  | P  | P  | N  |
| Posizione | 8 | 10 | 14 | 17 | 12 | 13 | 15 | 16 | 16 | 15 | 16 | 17 | 17 | 14 | 14 | 14 | 14 | 14 | 14 | 14 | 15 | 15 | 15 | 14 | 15 | 15 | 15 | 15 | 16 | 16 | 16 | 16 | 16 | 18 |

Legenda:

Luogo: C = Casa; T = Trasferta. Risultato: V = Vittoria; N = Pareggio; P = Sconfitta.

### Statistiche dei giocatori
| Giocatore     | Bundesliga | Bundesliga | Bundesliga  | Bundesliga | Coppa di Germania | Coppa di Germania | Coppa di Germania | Coppa di Germania | Totale   | Totale | Totale      | Totale     |
| Giocatore     | Presenze   | Reti       | Ammonizioni | Espulsioni | Presenze          | Reti              | Ammonizioni       | Espulsioni        | Presenze | Reti   | Ammonizioni | Espulsioni |
| ------------- | ---------- | ---------- | ----------- | ---------- | ----------------- | ----------------- | ----------------- | ----------------- | -------- | ------ | ----------- | ---------- |
| A. Bade       | -          | -          | -           | -          | -                 | -                 | -                 | -                 | -        | -      | -           | -          |
| D. Eilhoff    | 34         | 0          | 1           | 0          | 2                 | 0                 | 1                 | 0                 | 36       | 0      | 2           | 0          |
| R. Fernández  | -          | -          | -           | -          | 1                 | 0                 | 1                 | 0                 | 1        | 0      | 1           | 0          |
| N. Hartmann   | -          | -          | -           | -          | -                 | -                 | -                 | -                 | -        | -      | -           | -          |
| D. Riemer     | -          | -          | -           | -          | -                 | -                 | -                 | -                 | -        | -      | -           | -          |
| M. Bollmann   | 24         | 0          | 7           | 0          | 2                 | 0                 | 0                 | 0                 | 26       | 0      | 7           | 0          |
| N. Herzig     | 19         | 1          | 8           | 0          | 1                 | 0                 | 0                 | 0                 | 20       | 1      | 8           | 0          |
| F. Krstić     | -          | -          | -           | -          | -                 | -                 | -                 | -                 | -        | -      | -           | -          |
| R. Kučera     | 29         | 0          | 3           | 0          | 2                 | 0                 | 0                 | 0                 | 31       | 0      | 3           | 0          |
| M. Lamey      | 23         | 0          | 5           | 0          | 1                 | 0                 | 0                 | 1                 | 24       | 0      | 5           | 1          |
| A. Mijatović  | 19         | 1          | 1           | 1          | -                 | -                 | -                 | -                 | 19       | 1      | 1           | 1          |
| M. Rodenberg  | -          | -          | -           | -          | -                 | -                 | -                 | -                 | -        | -      | -           | -          |
| M. Schuler    | 30         | 0          | 8           | 0          | 2                 | 0                 | 1                 | 0                 | 32       | 0      | 9           | 0          |
| D. Halfar     | 28         | 1          | 5           | 0          | 2                 | 0                 | 0                 | 0                 | 30       | 1      | 5           | 0          |
| Z. Janjić     | 13         | 1          | 0           | 0          | 1                 | 0                 | 0                 | 0                 | 14       | 1      | 0           | 0          |
| J. Kamper     | 20         | 1          | 2           | 1          | 1                 | 0                 | 0                 | 0                 | 21       | 1      | 2           | 1          |
| R. Kauf       | 31         | 0          | 8           | 0          | 1                 | 0                 | 0                 | 0                 | 32       | 0      | 8           | 0          |
| K. Kerr       | -          | -          | -           | -          | -                 | -                 | -                 | -                 | -        | -      | -           | -          |
| O. Kirch      | 26         | 0          | 1           | 0          | 2                 | 0                 | 0                 | 0                 | 28       | 0      | 1           | 0          |
| A. Laas       | 3          | 1          | 0           | 0          | 1                 | 0                 | 0                 | 0                 | 4        | 1      | 0           | 0          |
| T. Marx       | 27         | 1          | 8           | 0          | 2                 | 0                 | 0                 | 0                 | 29       | 1      | 8           | 0          |
| V. Munteanu   | 15         | 2          | 0           | 0          | -                 | -                 | -                 | -                 | 15       | 2      | 0           | 0          |
| T. Rau        | 3          | 0          | 0           | 0          | -                 | -                 | -                 | -                 | 3        | 0      | 0           | 0          |
| R. Tesche     | 26         | 2          | 3           | 1          | 2                 | 0                 | 0                 | 0                 | 28       | 2      | 3           | 1          |
| L. Kampantais | -          | -          | -           | -          | -                 | -                 | -                 | -                 | -        | -      | -           | -          |
| C. Katongo    | 33         | 3          | 1           | 1          | 2                 | 0                 | 0                 | 0                 | 35       | 3      | 1           | 1          |
| B. Sadik      | 13         | 0          | 0           | 0          | 2                 | 1                 | 0                 | 0                 | 15       | 1      | 0           | 0          |
| T. Versick    | 1          | 0          | 0           | 0          | -                 | -                 | -                 | -                 | 1        | 0      | 0           | 0          |
| A. Wichniarek | 31         | 13         | 4           | 0          | 1                 | 1                 | 0                 | 0                 | 32       | 14     | 4           | 0          |
| S. Aigner     | 5          | 0          | 0           | 0          | -                 | -                 | -                 | -                 | 5        | 0      | 0           | 0          |
| N. Fischer    | 4          | 0          | 1           | 0          | -                 | -                 | -                 | -                 | 4        | 0      | 1           | 0          |
| S. Nkosi      | 1          | 0          | 0           | 0          | -                 | -                 | -                 | -                 | 1        | 0      | 0           | 0          |